# Districtul Kham Muang
Kham Muang (în thailandeză คำม่วง) este un district (Amphoe) din provincia Kalasin, Thailanda, cu o populație de 47.412 locuitori și o suprafață de 621,0 km².

## Componență
Districtul este subdivizat în 6 subdistricte (tambon), care sunt subdivizate în 70 de sate (muban).
| Nr. | Nume         | În thailandeză | Sate | Locuitori |  |
| --- | ------------ | -------------- | ---- | --------- |  |
| 1.  | Thung Khlong | ทุ่งคลอง         | 12   | 8,696     |  |
| 2.  | Phon         | โพน            | 10   | 6,755     |  |
| 5.  | Din Chi      | ดินจี่            | 11   | 6,686     |  |
| 6.  | Na Bon       | นาบอน          | 11   | 6,389     |  |
| 7.  | Na Than      | นาทัน           | 16   | 13,550    |  |
| 9.  | Noen Yang    | เนินยาง         | 10   | 5,336     |  |